# Mechtilde do Santíssimo Sacramento
Mechtilde do Santíssimo Sacramento, nascida Catarina de Bar (31 de dezembro de 1614 - 6 de abril de 1698), foi uma freira francesa, fundadora da ordem de monjas beneditinas de adoração perpétua do Santíssimo Sacramento, reconhecida como Serva de Deus na Igreja Católica.

## Vida
Catarina de Bar nasceu em Saint-Dié, Lorena, no nordeste da França, em 31 de dezembro de 1614, o terceiro filho de Jean e Marguerite de Guillon de Bar. Eles pertenciam à nobreza inferior.
Catarina se juntou à Ordem da Anunciação, tomando o nome de Irmã São João Evangelista. Em maio de 1635, Madre de Bar e as freiras do convento em Bruyères foram forçadas a fugir diante do exército sueco. Algumas freiras exauridas pelas dificuldades adoeceram com a praga. Catarina de Bar encontrou abrigo com os beneditinos em Rambervillers.

Em 1654, em Paris, fundou a Ordem das Freiras Beneditinas da Adoração Perpétua do Santíssimo Sacramento. Esta foi a primeira sociedade formalmente organizada para a Adoração Perpétua do Santíssimo Sacramento 